# Museo nacional de Etiopía
El Museo nacional de Etiopía es el museo principal en Etiopía. Se encuentra ubicado en la capital del país, Adís Abeba, cerca de la escuela de postgrado de la Universidad de Adís Abeba.
El museo alberga tesoros artísticos de la nación, así como muchos de los hallazgos arqueológicos más preciados, como los restos fósiles de los primeros homínidos, el más famoso de las cuales es Lucy, el esqueleto parcial de un espécimen de Australopithecus afarensis. Recientemente añadida al sótano de la galería está en exhibición Selam, otro Australopithecus afarensis de 3,3 millones de años, encontrado entre los años 2000 y 2004. 